# 松本惠雄
松本 惠雄（まつもと しげお、1915年（大正4年）10月7日 - 2003年（平成15年）2月5日）は、シテ方宝生流の能楽師。

## 概要
東京府東京市出身。宝生流能楽師・松本長の次男として生まれる。十七世宝生九郎重英に入門。近藤乾三に師事。『大原御幸』などの曲に芸格の高さを感じさせた。1982年観世寿夫記念法政大学能楽賞・1983年芸術祭賞大賞。1990年、重要無形文化財保持者（人間国宝）に認定。
1933年早稲田大学中退、1998年早稲田大学芸術功労者。兄に俳人松本たかし。

## 関連書籍
- 『松本惠雄舞姿百撰』（此松会、2000年）

## DVD
- 特選 NHK能楽鑑賞会「綾鼓」宝生流 松本恵雄、鏑木岑男、NHKエンタープライズ